# Pieter-Jan Enk
Pieter-Jan Enk (Nijmegen, 1 januari 1885 - Groningen, 17 februari 1963) was een Nederlands latinist,  hoogleraar Latijnse Taal- en Letterkunde van 1930 tot 1955 aan de Universiteit van Groningen.
Enk promoveerde in 1911 in Leiden bij Jacobus Johannes Hartman op een proefschrift over Propertius. Daarna is hij leraar aan het Stedelijk Gymnasium in Zwolle geweest. Van 1922 tot 1930 was hij privaatdocent te Groningen, waar hij in 1930 tot hoogleraar werd benoemd. In het academisch seizoen 1948-49 was hij in Groningen rector magnificus. Zijn hele carrière door heeft Enk zich veel beziggehouden met Propertius en Titus Maccius Plautus. In Nederland is hij vooral bekend door zijn geschiedenis van de Latijnse letterkunde. 
Enk zag het als een achteruitgang dat het Latijn steeds minder gebruikt werd in het academische onderwijs en in publicaties, en was er trots op dat zijn studenten voor hun proefschriften wel steeds het Latijn gebruikten. In 1953 kreeg Enk een eredoctoraat van de Universiteit van Leeds.

## Enkele publicaties
- 1911 Ad Propertii carmina commentarius criticus. Proefschrift.
- 1914 Elegeaci Romani, Catulli, Tibulli, Propertii carmina selecti. Van aantekeningen voorziene uitgave van de Latijnse elegie-dichters.
- 1918 Gratti Cynegeticon quae supersunt. Cum prolegomenis, notis criticis, commentario exegetico. (Grattius Faliscus was een Romeins dichter, auteur van een gedicht met de titel Cynegetica, waarvan 541 verzen zijn overgeleverd.)
- 1922 Het oorspronkelijke element in de Romeinsche letterkunde. Openbare les bij zijn benoeming tot provaatdocent.
- 1926 Latijnsche letterkunde. De derde druk uit 1946 verscheen onder de titel: Geschiedenis der Latijnse Letterkunde.
- 1928: Handboek der Latijnsche Letterkunde. Deel I. De Latijnsche Letterkunde voor den Invloed van het Hellenisme (1928). Deel II: Het tijdvak van letterkundige ontwikkeling onder invloed van het Hellenisme (1937). Onvoltooid gebleven referentiewerk.
- 1930 De aesthetische waardering der Latijnsche letterkunde in de 19de en 20ste eeuw. Inaugurele rede bij de aanvaarding van zijn hoogleraarschap.
- 1932 Plauti Mercator: cum prolegomenis, notis criticis, commentario exegetico. Uitgave van de komedie Mercator van Plautus.
- 1946: Sex. Propertii Elegiarum Liber I (Monobiblos). Cum Prolegomenis, Conspectu Librorum Et Commentationum Ad IV Libros Propertii Pertinentium, Notis Criticis, Commentario Exegetico. Uitgave van het eerste van de vier boeken elegieën van Propertius.
- 1947 Het gastmaal van Trimalchio. Vertaling van het bekendste deel uit Petronius' roman Satyricon.
- 1953: Plauti Truculentus, cum Prolegomenis, Notis Criticis, Commentario Exegetico. Uitgave van de komedie Truculentus van Plautus.
- 1955 De Latijnse philologie in onze tijd. Afscheidscollege, gehouden op 21 mei 1955.